# JSDoc
JSDoc es una sintaxis para agregar documentación de la API al código fuente de JavaScript.
La sintaxis JSDoc es similar a la sintaxis de Javadoc, usado para documentar el código de Java, pero se ha especializado para trabajar con la sintaxis de JavaScript, es más dinámico y, por tanto único, ya que no es totalmente compatible con Javadoc. Sin embargo, como Javadoc, JSDoc permite al programador crear Doclets y Taglets que luego se pueden traducir en formatos como HTML o RTF.

## Etiquetas JSDoc
Algunas de las etiquetas más populares usadas en la actualidad son:
| Etiqueta     | Descripción                                     |
| ------------ | ----------------------------------------------- |
| @author      | Nombre del autor.                               |
| @constructor | Indica el constructor.                          |
| @deprecated  | Indica que ese método es obsoleto.              |
| @exception   | Sinónimo de @throws.                            |
| @param       | Parámetros de documentos y métodos.             |
| @private     | Indica que el método es privado.                |
| @return      | Indica qué devuelve el método.                  |
| @see         | Indica la asociación con otro objeto.           |
| @throws      | Indica la excepción que puede lanzar un método. |
| @version     | Indica el número de versión o librería.         |